# Henotimorphus belovi
Henotimorphus belovi is een keversoort uit de familie harige schimmelkevers (Cryptophagidae). De wetenschappelijke naam van de soort werd in 1987 gepubliceerd door Ljubarsky.